# Комітет ВРУ з питань прав людини, деокупації та реінтеграції тимчасово окупованих територій, нацменшин і міжнаціональних відносин
Комітет Верховної Ради України з питань прав людини, деокупації та реінтеграції тимчасово окупованих територій у Донецькій, Луганській областях та Автономної Республіки Крим, міста Севастополя, національних меншин і міжнаціональних відносин — утворений 29 серпня 2019 у Верховній Раді України IX скликання. У складі комітету 17 депутатів, голова Комітету — Лубінець Дмитро Валерійович.

## Склад
У складі комітету:
1. Лубінець Дмитро Валерійович — голова Комітету
2. Ткаченко Максим Миколайович — перший заступник голови Комітету
3. Яковлєва Неллі Іллівна — заступник голови Комітету, голова підкомітету з питань гендерної рівності і недискримінації
4. Горбенко Руслан Олександрович — заступник голови Комітету
5. Умєров Рустем Енверович — секретар Комітету
6. Тарасенко Тарас Петрович — голова підкомітету з питань прав людини
7. Чийгоз Ахтем Зейтуллайович — голова підкомітету з питань етнополітики, прав корінних народів та національних меншин України
8. Рабінович Вадим Зіновійович — голова підкомітету з питань міграційної політики та громадянства
9. Кузнєцов Олексій Олександрович — голова підкомітету з питань прав і свобод осіб, які проживають на тимчасово окупованих територіях України та внутрішньо переміщених осіб
10. Касай Костянтин Іванович — голова підкомітету з питань тимчасово окупованих територій України
11. Бойко Юрій Анатолійович
12. Джемілєв Мустафа
13. Єфімов Максим Вікторович
14. Калаур Іван Романович (10 вересня — 5 грудня 2019)
15. Копиленко Олександр Любимович (з 5 грудня 2019)
16. Кубраков Олександр Миколайович (до 3 грудня 2019)
17. Мандзій Сергій Володимирович (з 20 грудня 2019)
18. Медведчук Віктор Володимирович
19. Новинський Вадим Владиславович

## Предмет відання
Предметом відання Комітету є:
- додержання прав і свобод людини і громадянина;
- запровадження європейських стандартів захисту прав і основоположних свобод людини в національне законодавство;
- діяльність Уповноваженого Верховної Ради України з прав людини;
- громадянство, статус іноземців та осіб без громадянства;
- законодавче забезпечення збирання і використання персональних даних про особу (крім захисту інформації та персональних даних в інформаційно-телекомунікаційних системах);
- етнонаціональна політика, міжнаціональні відносини та права корінних народів і національних меншин в Україні;
- імміграція, біженці та особи, які потребують додаткового або тимчасового захисту;
- законодавче забезпечення рівних прав та можливостей жінок і чоловіків;
- співробітництво з Радою Європи (РЄ), Організацією з безпеки і співробітництва в Європі (ОБСЄ) у сфері додержання (захисту) прав людини, національних меншин і міжнаціональних відносин;
- співробітництво з Управлінням Верховного комісара ООН у справах біженців, Міжнародною організацією з міграції, Радою ООН з прав людини відповідно до статутних завдань зазначених організацій, що збігаються з компетенцією Комітету;
- політика з питань тимчасово окупованих територій України;
- реінтеграція населення, що проживає на тимчасово окупованих територіях України;
- реалізація прав і свобод внутрішньо переміщених осіб та створення умов для добровільного повернення таких осіб до покинутого місця проживання;
- відновлення та розвиток деокупованих територій Донецької та Луганської областей, Автономної Республіки Крим та міста Севастополя;
- захист прав і свобод осіб, які порушено внаслідок тимчасової окупації частини території України або втрати контролю над її частиною;
- реалізація прав і свобод громадян України, які проживають на тимчасово окупованих територіях України.